# Львівська міська рада
Льві́вська міська́ ра́да — орган місцевого самоврядування Львівської міської територіальної громади у Львівському районі Львівської області. До 17 липня 2020 року існувала як адміністративно-територіальна одиниця з адміністративним центром у місті Львові.

## Підпорядкування
Раді Львівської ОТГ підпорядковані:
- м. Львів
- м. Винники
- м. Дубляни
- смт Брюховичі
- смт Рудне
- с. Великі Грибовичі
- с. Воля-Гомулецька
- с. Гряда
- с. Збиранка
- с. Завадів
- с. Зарудці
- с. Зашків
- с. Лисиничі
- с. Малі Грибовичі
- с. Малехів
- с. Підбірці
- с. Підрясне
- с. Рясне-Руське

### Міські адміністративні райони
| Адміністративний район | Місцевості району                                                                                | Магістральні вулиці | Районна адміністрація                 |
| ---------------------- | ------------------------------------------------------------------------------------------------ | --- | ------------------------------------- |
| Галицький              | Середмістя, Цитадель, Софіївка, Снопків (частково)                                               | проспекти Свободи, Шевченка, В'ячеслава Чорновола, вулиці Торгова, Івана Франка, Дмитра Вітовського, Князя Романа, Підвальна, Коперніка                            | м. Львів, вул. Ліста, 1, 79000        |
| Залізничний            | Рясне, Левандівка, Білогорща, Клепарів (частково), Скнилівок, Сигнівка, Богданівка (частково)    | Городоцька, Левандівська, Чернівецька, Любінська, Івана Виговського, Патона, Ряшівська                                                                             | м. Львів, вул. Виговського, 34, 79022 |
| Личаківський           | Личаків, Великі Кривчиці,Майорівка,Винники,Погулянка, Знесіння, Кайзервальд, Цетнерівка, Ялівець | Личаківська, Пасічна, Тракт Глинянський, Богдана Хмельницького, Богданівська, Пластова, Кукурудзяна                                                                | м. Львів, вул. Левицького, 67, 79017  |
| Франківський           | На байках, Богданівка (частково), Кульпарків, Кастелівка, Вулька                                 | Кульпарківська, Володимира Антоновича, Героїв УПА, Генерала Чупринки, Євгена Коновальця, Княгині Ольги, Київська, академіка Сахарова, Наукова, Володимира Великого | м. Львів, вул. Чупринки, 85, 79052    |
| Шевченківський         | Голоско, Замарстинів, Збоїща, Рясне, Клепарів (частково), Гаврилівка (Підзамче)                  | проспект В'ячеслава Чорновола, вулиці Липинського, Гетьмана Мазепи, Замарстинівська, Авраама Лінкольна, Грінченка                                                  | м. Львів, вул. Липинського, 11, 79058 |
| Сихівський             | Сихів, Пасіки, Пирогівка, Козельники, Боднарівка, Новий Львів, Персенківка, Снопків (частково)   | проспект Червоної Калини, Сихівська, Зелена, Джорджа Вашингтона, Пасічна, Хуторівка, Стрийська                                                                     | м. Львів, вул. Зубрівська, 9, 79066   |

### Історія
19 травня 2011 року депутати Львівської міської ради проголосували за приєднання до меж Львова 28,8 гектара території Сокільницької сільради та 57,32 гектара території Зимноводівської сільради.
З 2007 міськрада проводить Конкурс соціально-культурних проєктів.
27 травня 2020 року до Львівської ОТГ окрім Львова увійшло ще 17 прилеглих населених пунктів. Відповідно до розпорядження уряду, Львівська ОТГ була утворена у складі Львівської, Винниківської, Дублянської міських рад, Брюховицької, Рудненської селищних рад, а також Грибовицької (Великі Грибовичі, Збиранка, Малі Грибовичі), Грядівської (Гряда, Воля-Гомулецька), Зашківської (Зашків, Завадів, Зарудці), Лисиничівської (Лисиничі, Підбірці), Малехівської та Рясне-Руської (Рясне-Руське, Підрясне) сільських рад.
У неділю 25 жовтня 2020 року пройшли перші вибори до ради Львівської ОТГ.

## Склад ради
Рада складається з 64 депутатів та голови.
За результатами місцевих виборів 2020 року депутатами ради стали:

#### За суб'єктами висування
| Суб'єкт висування                  | Кількість обраних депутатів | %    |
| ---------------------------------- | --------------------------- | ---- |
| Європейська Солідарність           | 26                          | 40,6 |
| Об'єднання «Самопоміч»             | 17                          | 26,6 |
| Голос                              | 8                           | 12,6 |
| ВАРТА                              | 7                           | 10,9 |
| Всеукраїнське об'єднання «Свобода» | 6                           | 9,3  |

### Виконавчий комітет
- Садовий Андрій Іванович — міський голова
- Забарило Анатолій Юрійович — секретар Львівської міської ради
- Дацків Ростислав Михайлович — заступник міського голови з економічних питань та містобудування
- Литвинюк Марта Василівна — керівник справами виконкому Львівської міської ради, в.о. заступника міського голови з гуманітарних питань
- Москаленко Андрій Олександрович — заступник міського голови з питань розвитку
- Пушкарьов Віктор Леонідович — перший заступник міського голови, позаштатний радник міського голови з питань житлово-комунального та інженерного господарства

### Департаменти
- Департамент «Адміністрація міського голови»
- Департамент гуманітарної політики
- Департамент економічної політики
- Департамент житлового господарства та інфраструктури
- Департамент містобудування
- Департамент розвитку
- Департамент фінансової політики

### Управління
- Адміністративно-господарське управління
- Відділ кадрів
- Відділ у справах дітей
- Львівський міський центр соціальних служб для сім'ї, дітей та молоді
- Організаційне управління
- Управління «Дозвільний офіс»
- Управління «Секретаріат ради»
- Управління інженерного господарства
- Управління інформаційної політики та зовнішніх відносин
- Управління адміністрування місцевих та залучених фінансів
- Управління адміністрування, будівництва та розвитку інфраструктури
- Управління архітектури
- Управління внутрішньої політики
- Управління державної реєстрації
- Управління екології та благоустрою
- Управління економіки
- Управління житлового господарства
- Управління з питань НС та цив. захисту населення
- Управління зовнішньоекономічних відносин та інвестицій
- Управління капітального будівництва
- Управління комунальної власності
- Управління контролю і аудиту
- Управління культури
- Управління міжвідомчої координації
- Управління молоді, сім'ї та спорту
- Управління муніципальної дружини
- Управління освіти
- Управління охорони історичного середовища
- Управління охорони здоров'я
- Управління природних ресурсів та регулювання земельних відносин
- Управління соціального захисту
- Управління транспорту і зв'язку
- Управління туризму
- Управління фінансів
- Юридичне управління

### Районні адміністрації
- Галицька райадміністрація
- Залізнична райадміністрація
- Личаківська райадміністрація
- Сихівська райадміністрація
- Франківська райадміністрація
- Шевченківська райадміністрація

### Комунальні підприємства
- Комунальна установа Львівської міської ради «Трудовий Архів»
- КП «Адміністративно-технічне управління»
- ЛКП Львівелектротранс
- ЛКП «Залізничнетеплоенерго»
- ЛКП «Львівводоканал»
- ЛКП «Львівсвітло»
- ЛКП «Львівтеплоенерго»
- ЛКП «Ратуша-сервіс»
- ЛКП «Агенція з підготовки подій» (Lviv Convention Bureau)
- ЛКП «Виробничо — реставраційний комбінат обрядових послуг»
- ЛКП «Зелений Львів»
- ЛКП «Лев»
- ЛКП «Центр земельного кадастру та землеустрою»
- ЛКП «Шляхово-ремонтне підприємство Шевченківського району»
- Львівський центральний парк культури і відпочинку ім. Б. Хмельницького

## Конкурс соціально-культурних проєктів
Конкурс соціально-культурних проєктів у Львівській міській раді проводиться з 2007 року. Кожного року кілька десятків громадських організацій отримують від міста фінансову підтримку на реалізацію соціально-культурних проєктів на конкурсній основі за напрямками:
- Культура
- Туризм
- Розвиток громадянського суспільства
- Соціальний захист
- Робота з молоддю та сім'ями, фізична культура та спорт.[1]

За період 2007—2015 на конкурс було подано 1120 проєктних пропозицій, із них підтримано 375, тобто приблизно кожен третій проєкт.